# Andriej Anufrijenko
Andriej Wiktorowicz Anufrijenko (ros. Андрей Викторович Ануфриенко, ur. 26 listopada 1970 w Swierdłowsku, zm. 6 marca 2019 w Jekaterynburgu) – rosyjski łyżwiarz szybki reprezentujący także ZSRR, mistrz świata juniorów.

## Kariera
Największy sukces w karierze Andriej Anufrijenko osiągnął w 1989 roku, kiedy zwyciężył w wieloboju podczas mistrzostw świata juniorów w Kijowie. W walce o zwycięstwo pokonał tam między innymi Rintje Ritsmę z Holandii. W 1994 roku wystartował na igrzyskach olimpijskich w Lillehammer, zajmując między innymi piąte miejsce w biegu na 1500 m. Na rozgrywanych cztery lata później igrzyskach olimpijskich w Nagano jego najlepszym wynikiem było dziesiąte miejsce na tym samym dystansie. Był też między innymi szósty podczas wielobojowych mistrzostw świata w Baselga di Pinè w 1995 roku. Jego najlepszym wynikiem było tam czwarte miejsce w biegu na 500 m. Wielokrotnie startował w zawodach Pucharu Świata, przy czym raz stanął na podium: 9 grudnia 1995 roku w Oslo był trzeci na 1500 m. Najlepsze wyniki osiągnął w sezonie 1995/1996, kiedy był czwarty w klasyfikacji końcowej 1500 m. W 1999 roku zakończył karierę.